# Fëdor Fëdorovič Matjuškin
Fëdor Fëdorovič Matjuškin, in russo Фёдор Фёдорович Матюшкин? (Stoccarda, 21 luglio 1799 – San Pietroburgo, 28 settembre 1872), è stato un navigatore, esploratore e ammiraglio russo.

## Biografia
Nato a Stoccarda, dove il padre era consigliere presso l'ambasciata russa, ha studiato alla Petrischule (Петришуле), e, dal 1811, al Liceo imperiale di Carskoe Selo dove si è diplomato assieme all'amico Aleksandr Puškin nel 1817. Nello stesso anno è entrato volontario nella Marina Militare, partecipando a diverse spedizioni: la circumnavigazione della terra, nel 1817-1819, sullo sloop Kamčatka sotto il comando di Vasilij Golovnin e con il barone von Wrangel; l'esplorazione del mare della Siberia orientale e del mare dei Ciukci con Wrangel negli anni 1820-24, occasione in cui esplorarono e mapparono l'isola Četyrëchstolbovoj, la più meridionale delle isole Medvež'i. Il suo libro sulle spedizioni con Wrangel comprendeva le relazioni di viaggio sulle rive del Bol'šoj Anjuj, del Malyj Anjuj, della tundra a est del Kolyma, e interessanti dati etnografici sui luoghi e i costumi degli abitanti. A uno dei promontori della baia del Čaun (a sud di Pevek) Wrangel diede il suo nome: capo Matjuškin.  Negli anni 1825-1827 era di nuovo con Wrangel in giro per il mondo sullo sloop Krotkij.
Ha preso parte alla guerra russo-turca (1828-1829) nella flotta del Mediterraneo dell'ammiraglio Lodewijk van Heiden, partecipando al blocco dei Dardanelli e meritandosi la Croce di San Vladimiro di IV classe. Onorificenza che riottenne nel 1831, assieme, nello stesso anno, all'Ordine di San Giorgio di IV classe. Ha servito poi, nel 1835, nella Flotta del Mar Nero e nella Flotta del Baltico nel 1850-51. Successivamente ha ricoperto importanti incarichi amministrativi presso il Ministero della Marina, ha avuto la nomina a vice-ammiraglio nel 1856, nel 1861 è stato nominato senatore e promosso ammiraglio nel 1867.
Gli è stata dedicata la poesia Matjuškin («Матюшкин») dal poeta sovietico Aleksandr Moiseevič Gorodnickij.